# Val Dufour
Val Dufour, nato Albert Valéry Dufour (New Orleans, 5 febbraio 1927 – New York, 27 luglio 2000), è stato un attore statunitense.

## Filmografia parziale

### Cinema
- La sopravvissuta (The Undead), regia di Roger Corman (1957)

### Televisione
- The Doctor – serie TV, episodio 1x26 (1953)
- First Love – soap opera, 386 puntate (1954-1955)
- Matinee Theatre – serie TV, 5 episodi (1955-1956)
- Gunsmoke – serie TV, 4 episodi (1956-1961)
- Navy Log – serie TV, episodio 2x22 (1957)
- Sugarfoot – serie TV, episodio 1x09 (1958)
- Gli uomini della prateria (Rawhide) – serie TV, episodio 1x01 (1959)
- Destini (Another World) – soap opera, 11 puntate (1967-1972)
- Aspettando il domani (Search for Tomorrow) – soap opera, 6 puntate (1975-1977)

## Premi
- Daytime Emmy Award
  - 1977: "Daytime Emmy Award for Outstanding Lead Actor in a Drama Series" (Search for Tomorrow)